# Maćkówka (potok)
Maćkówka – potok, dopływ Soły (Jeziora Żywieckiego) o długości 2,9 km i powierzchni zlewni 2,05 km².
Źródła potoku znajdują się na południowych stokach Soliska, przełęczy Klimczaki i Gronika w zachodniej części Beskidu Małego. Najwyżej położone z nich znajdują się na wysokości około 560 m. Spływa początkowo w południowym, a niżej w południowo-wschodnim kierunku. Uchodzi do Jeziora Żywieckiego na wysokości 341,5 m.
Cała zlewnia Maćkówki znajduje się w obrębie miejscowości Łodygowice. Jej górna część to zalesione obszary Beskidu Małego, dolna to pola uprawne i obszary zabudowane Kotliny Żywieckiej. Na mapie Compassu opisany jest jako Wieśnik.